# シントウトガリネズミ
シントウトガリネズミ（学名：Sorex shinto）は、哺乳綱真無盲腸目トガリネズミ科トガリネズミ属に属するトガリネズミの1種である。エゾトガリネズミ（北海道産の個体群）と同じくバイカルトガリネズミ Sorex caecutiens の亜種とする説もある。

## 分布
日本固有種であり、本州の紀伊半島、京都府以北の山地、佐渡島、四国の山地に生息する。紀伊半島や中部山岳地帯では高地に生息するが、東北地方では低山にも生息する。
中国山地の帝釈峡では、旧石器時代の遺物層から見付かり、縄文時代には消える。今より寒冷だった時代にはもっと分布が広かったと推定できる。

## 形態
頭胴長が52-78mm、尾長が40-55mm、後足長が11.4-13.5mm、体重が3.9-13.5gになる。トガリネズミ類のなかでは中型であり、夏毛の背面は暗い赤褐色で、腹面が灰色または薄茶色になる。冬毛は夏毛に比べ全体的に暗色が強くなる。尾が長いのが特徴であり、頭胴長の64-101%になる。尾には短毛が密生し、成獣では先端部には6mmほどの毛があるが、老獣になると無くなってしまう。

## 生態
森林の落ち葉や腐葉土が積もった地表で生活をする。チョウやガの幼虫、アリなどの昆虫類や、クモ類、ジムカデ類を食べる。春に2-6頭の仔を産む。脇腹の臭腺から悪臭を出すため、フクロウ類などを除きあまり捕食する動物がいない。

## 分類
以前はユーラシア大陸産のバイカルトガリネズミSorex caecutiensと同種とする説もあった。Hutterer (2005) は本州以南の個体群を別種S. shintoとし、北海道産として記載されたエゾトガリネズミS. s. saevusをS. caecutiensのシノニムとしている。
以下の亜種は、Mammal Species of the World, 3rd edition による分類。『改訂版 日本の哺乳類』も同じ分類としている。
Sorex shinto shinto Thomas, 1905 シントウトガリネズミ（ホンシュウトガリネズミ）
基亜種。本州産。
Sorex shinto shikokensis (Abe, 1967) シコクトガリネズミ Shikoku sinto shrew
四国産の亜種。石鎚山、佐々連尾山、下兜山、剣山など、標高800m以上の四国山地の森林に生息する。
Sorex shinto sadonis Yoshiyuki and Imaizumi, 1986 サドトガリネズミ
佐渡島産の亜種。独立種として Sorex sadonis とする説もある。
シコクトガリネズミとサドトガリネズミは、本州産と比べて大型になる。上顎の吻部や口蓋部が相対的に幅広く、短い。

## 種の保全状況評価
シントウトガリネズミ  Sorex shinto
LEAST CONCERN (IUCN Red List Ver. 3.1 (2001))

シコクトガリネズミ Sorex shinto shikokensis
準絶滅危惧（NT）（環境省レッドリスト）
高知県レッドデータブック - 準絶滅危惧